# Painter
Corel Painter（コーレル・ペインター）は、Corelが開発・発売しているペイントソフト。絵画、イラストレーション、版画に関連するアナログの画材の表現と操作を可能な限り正確にシミュレートするために開発されたピクセルマップベースのデジタルアート・アプリケーション。macOS、およびWindowsに対応しているほか、Android用のCorel Painter Mobileや、iOS用Corel Paint it! Nowについても本項で紹介する。

## 概要
1991年に最初のバージョンがFractal Design（現：MetaCreations）より発売されて以来、30年以上の歴史を誇るベストセラーソフトのひとつ。
ブラシの方向検知、傾き検知、回転検知に対応するなど、Wacom製ペンタブレットを最大限に生かしたブラシ機能で、実在する多彩な画材をコンピュータ上で再現したり、デジタル特有の機能やカスタマイズで未知の画材を作ることも可能。搭載されている600を超えるブラシとトップクラスの描画スピード、絵画に必要な様々な機能を搭載している。
カラーピッカーや画面上での混色機能、画面（紙）を回転して描けるソフトの先駆的存在としても有名であり、SketchBook Pro、ArtRage、Artweaver（ドイツ）、openCanvas、SAI（日本）など様々なペイントソフトの源流となっている。
現在は紙製パッケージで販売されているが、バージョン6以前はペンキ缶パッケージで販売されていたこともあり、缶切りを使って開封するという、他に類をみないパッケージのソフトウェアとしても有名だった。
グラフィックソフトの分野ではAdobe Photoshopとともに、2次元コンピュータグラフィックス（ドローイング）を代表するソフトであり、描画機能やナチュラル表現に優れているPainter、編集・加工機能や印刷時のカラーマッチング（カラーマネージメントシステムを参照）に優れているPhotoshop、という位置づけで定着している。

## 歴史
1991年の発売当初の開発、販売はアメリカのフラクタルデザイン社 (Fractal Design) だった。その生みの親はフラクタルデザインの創業者であり、後にメタクリエーションズ社のCEOとなったマーク・ジマー (Mark Zimmer) である。彼がトム・ヘッジスやジョン・デリーらとともに作り上げた。マーク・ジマー自身が絵を趣味にしていたことと、彼のプログラマーとしての高い技術力が、Painterに数々の独創的なアイディアと高い表現力を与えた。
1997年、フラクタルデザイン社は3DCGソフトBryceを開発するMetaTools社と合併してメタクリエーションズ (MetaCreations)となり、バージョン5.5、6を発売。バージョン6の発売後、2000年にカナダのコーレル (COREL) に売却、現在もコーレルが所有している。このとき、コーレルはメタクリーションズから、PainterとBryceの二つを買収したが現在、Bryceに関しては手放している。バージョン6までは、マーク・ジマーが開発したが、コーレルへの売却に伴い、開発の手が彼から離れてしまう。（詳細はコーレルを参照のこと）
なお、メタクリエーションズでPainterやBryceを開発していた一部のメンバーは独立してArtRageを開発している。

### バージョンごとの歴史
初代からPainter 11までの歴史は、Corel公式が推奨するトレーニングリソースである書籍『Secrets of Corel Painter Experts』に詳しくまとまっている。

#### Fractal Design Painter 1（初代）
1991年発売。キャンバスのテクスチャを表現できるなど、1991年8月に開かれた展示会MacWorldにてPainterのインストールされたMacintoshが初めて一般公開された時は、その革新性に驚きと賞嘆の声があがり行列ができたという。当初はMacintosh専用ソフトだったが、後にWindows版も発売されている。

#### Fractal Design Painter 2
1992年発売。Painterの代名詞ともいえる「水彩」が搭載された。
また、発売から3か月後に公開された拡張版の「Painter/X2」では、「フローター」という（後世に言うところの「レイヤー」に相当する）機能が搭載された。当時、「複数のオブジェクトを扱える画像編集ソフトウェア」としては、ベクターベースのソフトとしてAdobe IllustratorとCorelDRAWの2つが存在したが、ピクセルベースのソフトウェアでレイヤーに相当する機能を搭載したのはPainterが史上初である。ただし、後にPhotoshopと言うソフト（1994年発売のPhotoshop 3.0）がPainterのフローターに相当する「レイヤー」という機能を搭載し、そちらが業界の標準となったため、Painterの方でもPhotoshopの「レイヤー」相当の機能を実装するようになった。なお、当時のPainterの「フローター」はPhotoshopが実装している「レイヤー」と互換性は無く、まったく別種の実装であった。

#### Fractal Design Painter 3
「マルチメディア対応」と銘打ち、QuickTime形式(Mac標準の動画形式)やAVI形式(Windows標準の動画形式)のファイルをフレームスタック形式で開けるようになった。また、これまでのPainterが売りにしてきた「ナチュラルメディア」を超える「スーパーメディア」と銘打ち、ブラシで「描く」のではなく画像をばらまくブラシ「イメージホース」が搭載された。

#### Fractal Design Painter 4
1995年発売。「インターネット対応」バージョンと銘打ち、この頃より普及して来た「インターネット」と言うネットワークシステムでよく使われる画像形式であるgif形式やjpeg形式に対応した。また、NetPainterという「ネット回線を通じて複数のユーザーがひとつのキャンバスに同時に描き込む（いわゆるお絵かきチャットのような）」機能も搭載（この機能はPaintet8で削除）。モザイクタイル機能や、フローター（レイヤー）の自由変形をリアルタイムでプレビューできる機能も搭載された。

#### Fractal Design Painter 5
1997年発売。「ダイナミックプラグイン」が搭載され、特殊なフローター（レイヤー）上で様々な効果を表現する「ダイナミックフローター」として、液体や金属でペイントしたような表現をする「リキッドメタル」や、絵具の盛り上がりを表現する「インパスト」などが搭載された。なお、「インパスト」は後に普通のレイヤー上で表現できるようになる。

#### MetaCreations Painter 5.5
1998年発売。

#### MetaCreations Painter 6
1999年発売。「フローター」の名称が「レイヤー」に改められて機能が強化され、透明なレイヤーを使って絵を描く画法が実用的になった（それまではPainterで絵を描くなら、レイヤーを作らずにキャンバス上に直接絵を描く画法が普通だった）。レイヤー上で「下の色を拾う」機能を搭載し、未乾燥の絵具の上に新たな色を重ね塗りして混色させながら塗る「ウェットペイント」画法を再現できるようになった。一方、「下の色を拾う」機能を使わずに透明レイヤー上でブレンドブラシを使用すると縁が透明にならずになぜか白いフリンジが出るという実装で、Photoshop系ソフトの「レイヤー」の実装とは異なっていた（これが解消されるのは15年後のPainter 2016であり、しかも一部のブラシ描写エンジンだけであるので、Painterで混色系ブラシで絵を描く際は透明レイヤー上に描くときでも下の色と混色させることが前提となる）。
また、1998年に発売されたワコムの新世代タブレット「Intuos」（初代Intuos）より搭載された「方向検知」と「傾き検知」に対応。

#### procreate Painter 7
2001年発売。2000年にCorelに買収されてから初めてリリースされたバージョンである。粘り気のある「リキッドインク」ブラシと、従来の「水彩」ブラシの描写エンジンを再設計して新たな「水彩」ブラシを搭載。ちなみに、ユーザー間では便宜的にバージョン6までの「水彩」を「旧水彩」、バージョン7以降の水彩を「新水彩」と呼ぶことが多い。
新搭載された「水彩」（新水彩）ブラシは、従来よりもリアルな水彩描画を可能にしたが、それまで人気の高かった「水彩」（旧水彩）ブラシとは使用感が大きく異なるものであった。Painter関係の書籍も執筆しているイラストレーターの寺田克也がそのことで「Painter 7を使わないだろう」と自らのサイトで語っていた。この変更によるユーザーの反感はコーレルの予想以上のものであったらしく、『旧バージョンの水彩を再現した機能』として、バージョン7のアップデータにて既存のブラシ描写エンジンによって旧水彩の使用感を再現する「ティント」ブラシ、バージョン8では旧水彩の使用感を再現するための新エンジンを実装した「デジタル水彩」ブラシを追加するという珍事に発展した。

#### Corel Painter 8
2003年発売。Photoshopとの互換性が強化され、それまでPainter独自の実装だった「マスク」（Photoshopの「アルファチャンネル」に相当する機能）に代わってPhotoshopのレイヤーマスクに相当する機能が実装された。またPainterの「レイヤーグループ」とPhotoshopの「レイヤーセット」に互換性が取れるようになった（ただし互換性は完全ではなく、PhotoshopとGIMP以外のほとんどのソフトが生成したPSDファイルではPainter上で互換性を取れず、レイヤーセットなどが崩れる）。また、絵具を混色させるための「ミキサーパレット」パネルが実装された。
前述の様に6の水彩を再現するために新実装された描写エンジン（Painterでは「手法」と表現）による「デジタル水彩」ブラシが搭載された。「旧水彩の復活」として旧水彩愛好者は喜んだが、動作・表現が似ているものの、ファイルの保存・表示・絵の具の挙動・にじみと乾燥機能・表示にいたるまで大量のバグが残っていて正常に機能しているとはいいがたく「復活」は名ばかりものだった。もっともこのデジタル水彩のバグは9、9.5、10と新バージョンになる度に劇的に減ってきている。なお、Painter 6以前の「水彩」ブラシをPainter 8以降で読み込むと、「デジタル水彩」ブラシにコンバートされる。
過去のバージョンから人気の高いショートカット機能であった「カスタムパレット」をまたも削除し、発売4ヶ月後（英語版）にリリースされたバージョン8.1のパッチでカスタムパレットを復活させるという事件が起こった。また、NetPainter機能も削除されており、これは現在でもそのままである。

#### Corel Painter IX(9)
Painter 8で実装された「ミキサーパレット」を最大限に生かせるように、ミキサーパレット上での混色をスポイトで取って複数色のままの色で塗ることが出来る「アーティストオイル」ブラシが実装された。その他は目玉機能と言えるものはほとんど無く、ユーザーの要望を取り入れた機能変更や高速化、過去バージョンで削除された機能の復活やその他修正などがかなり施され、派手な機能拡張より質実剛健な機能で、Painterシリーズの中でも評価の高いバージョンとなった（Painterは新機能が実装されたバージョンでは基本的にバグだらけで実用にならないことが多く、評価が低い）。それまではバグだらけで実用にならなかった「デジタル水彩」ブラシが実用的なものになり、Painter6以前の「旧水彩」ブラシが復活した形になる。古くからPainterではプログラムの不具合等による不正終了でデータを失うことが多かったが、9.5では回復マネージャーという機能が搭載され、不正終了を察知するとデータをセーブしてから終了するようになった。
なお、日本法人であるコーレル株式会社から発売された初めてのPainterである（それまで日本の販売元はイーフロンティアなどだった）。Corel Painter IX.5 premium（単に9.5と呼ばれることが多い）というPainter 9用の無償アップデートパッチも日本語版発売から1年後にリリースされている。

#### Corel Painter X(10)
2007年発売。自動ペインティング機能の強化を中心に、より本物の筆のような描画が可能な「リアルブリスルブラシ」、ブラシカテゴリから使用しない筆を非表示にする「作業領域マネージャー」、黄金比を用いた構図ツールなどが加わった。ブラシ総数は833種類。メタクリエーションズ時代に実際に販売されていたような「ペンキ缶での販売」も国内限定500個で復刻した。また、店頭等で配布されたカタログには寺田克也のイラストとコメントが掲載されており、バージョンXを使用しているのがうかがえる。

#### Corel Painter 11
2009年発売。「ドライメディアツール」などの追加によりブラシ総数が873種類に。自由変形ツールの搭載、カラーマネージメントの強化やミキサーパレットとカラーパレットの機能拡張等、細かい機能向上もなされている。また、Painterがインストールされている環境であればRIF（Painter独自の形式）が画像のサムネイルで表示されるようになった（Windowsのみ。Macintoshは元々表示可能である）。発売時、ペンタブレット「Intuos」が約5年ぶりにバージョンアップしたこともあり、Intuos4とのタイアップ企画が量販店等で催されていた（イラストレーターの横田ヒロミツやHAL_のデモンストレーション等のイベント）。また、プレスリリース時には寺田克也が参加していた。

#### Corel Painter 12
2011年発売。Windows 7 64bit OSネイティブ対応やブラシのマルチコア処理による高速化を実現。アップデータ適用によりMac OS X 10.7、10.8、Windows 8にも対応。新ブラシとして「リアル水彩」と「リアルウェット油彩」が追加されたが、ブラシカテゴリの見直しと整理により総ブラシ数が減っている。（37カテゴリ→30カテゴリ）これは同一設定のブラシで複数の太さが登録されていたものが消えたためであり、厳密には減っていない。（バージョン11までのカテゴリに直すことも可能である）。ミラーペインティング機能、万華鏡ペインティング機能や、伸縮可能なナビゲーションパレットが搭載されるなど、各パレットの仕様が見直され、カスタムワークスペース（Photoshop風など）も公開されている。拡大、回転時の画質の向上も図られているなど、詳細部分の機能改善も行われた。プレスリリース時には安倍吉俊が参加していた。

#### Corel Painter X3
2013年発売。Windows版はOSをWindows 7と8に限定し、安定性の向上が図られている。ブラシのジッター（不規則性）を設定することが可能になったほか、専用の「ジッターブラシ」を搭載。また、画像を表示して参考にできる「参照イメージ機能」や、「遠近ガイド」では一点、二点、三点透視パースを表示、沿って線を描くことができる。複数のレイヤーを同時に変形できるようになったり、ブラシコントロールが必要な分だけが表示されるようになったり、ブラシを検索する機能が付いたりと、詳細部分の機能改善、追加も行われた。

#### Corel Painter 2015
2014年に発売された14番目のPainterで、このバージョンより販売年度（発売年の次の年）によるバージョン表記となる。Mac OS 64bitに対応。キャンバス上をバネのようにはねたり、あつまったりと物理学に基づいた「粒子ブラシ」が搭載され、煙や光、筆の表現が楽になった。フィルタープレビューが全体で確認することができるようになった他、全体のブラシ速度が平均で40%高速化している（公式発表）。同時にPainter Mobileが発表され、Androidユーザーは無料版のPainterを使えるようになった。このバージョン以降、毎年バージョンアップが発表されている。

#### Corel Painter 2016
Windows 10正式対応バージョンで、このバージョンよりWin・Macともに64bit OSのみのサポートとなる。「ダイナミックスペックル」ブラシが搭載された。「粒子ブラシ」が強化され、描点の種類で「ダイナミックスペックル」「水彩」「リキッドインク」が選べるようになった。用紙やフローマップのテクスチャの回転に対応。ブラシ描写エンジンの増加に伴い、既存の描写エンジンを使いまわすことでPaintre 6の「旧水彩」を再現するためにPainter 7.1で用意された「ティント」バリアントが削除されるなど、ブラシの数が整理されると同時に、公式サイトでブラシのストアがオープンした。Photoshop用のブラシがインポートできるようになった。
「強化されたレイヤーブレンド」（ブレンド 2.0）では、2つのPainter特有の現象が解消された。（レイヤー上で補充量が低いブラシやブレンドブラシを利用した際に、アルファチャンネル（透明情報）ではなく白が混ざっていく現象と、レイヤーパネルの「透明度をロック」をオンにして描画した際に、透明部分との境界から黒が混ざっていく現象）。一度描画すると補充量の低いブラシで再描画しても透明になることはなく、完全な透明に戻したい場合は専用の消しゴムを使用するか、選択範囲でカットする必要がある。（水彩、デジタル水彩、マーカー、重ね塗りブラシなどは未対応）

#### Corel Painter 2017
「テクスチャペインティング」機能が搭載された。これは3DCGを2Dでレンダリングした画像をPainterの「テクスチャ」として読み込むことで、ソースイメージの色要素と明るさ要素を参照し、より魅力的な画像にすることが出来る機能である（他のソフトで作った3Dのレンダリング画像を、単にPaintarのレイヤーの不透明度情報として参照できるというだけでなく、他のソフトで作った3Dの画像にPainterならではのブラシの筆致を適用できることをウリとしている）。また、キャンバスに筆を入れる前にブラシの描点をステンシルのようにマスクして筆を入れられる機能「描点ステンシル」、グラデーションの位置をノードでコントロールして複数の色の複雑なグラデーションができる「インタラクティブグラデーションツール」、半透明で重ね塗りができる（具体的に言うとPhotoshopのような）ブラシ「グレーズブラシ」などの機能が搭載された。

#### Corel Painter 2018
新搭載の「厚塗り」ブラシカテゴリでは、従来の油彩ブラシなどでもあったインパスト（油彩やアクリルなどを粘度の高い状態で用いるとできる盛り上げ）がよりリアルな表現になった。また、クローン機能の更新が多く、クローンソースとしてテクチャが選択できるようになった。「テクスチャ合成」として、テクスチャや画像の一部を選択範囲で取ると、それを元に指定ピクセル分のテクスチャ画像を自動で生成することができるようになった。「2.5Dテクスチャペインティング」として、他のソフトでレンダリングした3DCGの2D画像をPainterのテクスチャとして読み込ませたものを、ハイト情報として参照し、その上にインパストのブラシで凹凸を描くと画像のハイト情報に対応した陰影を描けるようになった。選択範囲を"描く"「選択ブラシ」を初搭載し、従来の「投げ縄ツール」よりも細かい選択範囲が取れるようになった。「溶かし・リキッド」テクノロジーも更新され、「サージェント」ブラシなどで透明レイヤー上で「下の色を拾う」が使えるようになった。また、ブラシライブラリに「ナチュラルメディアブラシ」が追加された。これは、2B鉛筆やフィルバートブラシなど、本物の画材をベースにカテゴリーを再構築したもので、本物の画材から調べたい人や初めてPainterを触るユーザー向けの機能としている。（ダウンロード版は6月28日、パッケージ版は7月21日発売）

#### Corel Painter 2019
パフォーマンス向上や機能強化などをメインとした質実剛健なアップデート。UIは「ダークテーマの追加」「カラーホイールの機能強化と一時的なカラーセレクタの強化」「ブラシゴーストの「ペイント中にアイコンを表示」機能」「650以上のアイコンの再デザイン（シンプルで高密度ディスプレイにおいても視認性が向上）」「Windowsマルチタッチへの対応」「ドラッグしてズーム機能」などがあった。AVX2命令に対応したほかマルチコアへの対応が強化され動作のパフォーマンスアップが図られた。ドキュメントの表示やズーム、パンおよび回転で最大38%、ブラシによっては最大75%高速化したと発表されている。ブラシでは新設された「スタンプ」カテゴリのほかリアル水彩画、サージェント、厚塗りなどのカテゴリに合計36本のブラシが追加された。(ダウンロード版 2018年7月3日発売、パッケージ版 8月10日発売)

#### Corel Painter 2020
スタンプブラシのGPUアクセラレーションに対応。ブラシ動作、消しゴムツールなどの遅延軽減やブラシ、ツールの切り替え性能、パン、ズームイン、回転などの速度向上などのパフォーマンス向上が行われた。「Brush Accelerator」では、システム性能の測定（ベンチマーク）、最適化が行われるようになり、従来に比べてブラシの描写が最大20倍高速化された。「カラーハーモニー」パネルでは（色彩の調和）がとりやすくなった。ブラシでは、高速なシンプルブラシ12本、装飾パフォーマンスブラシ14本、デジタル水彩1本、水彩ブラシ4本の合計31本のブラシが追加された。

#### Corel Painter 2021
自動ペインティングの進化系「AIスタイル」（人工知能が画像を元に12種類のアートを作成する機能）。厚塗り系ブラシ16本の搭載。溶かし＆液体ブラシ技術の機能拡張。「クローンティント」ブラシカテゴリが追加され、その機能をつかった「クローン着色」では、クローンソースを任意の色に変更しながら着色出来るようになった。厚塗りペイントのワークフローの改善、厚塗りレイヤーと水彩レイヤー、水彩レイヤーと通常レイヤー、厚塗りレイヤーと通常レイヤーの相互変換。新規作成パネルに「レイヤーでペインティング開始」が追加。Apple Sidecarへの対応（iPadをMacのサブディスプレイとして使用できる）、Apple Pencilの傾き検知、MacBook Proに搭載されているTouchbarおよびTrackpadのマルチタッチ機能、Appleの提供する機械学習フレームワークであるCore MLなどに対応。
今回から購入方法にサブスクリプションが追加された。

#### Corel Painter 2022
スタンプブラシのカスタマイズ（描点形状の変更、エッジ効果、回転、圧縮、アンチエリアス、キャプチャー描点パネルでのインポート・エクスポート、オリジナル描点の作成とライブラリ整理。ブラシライブラリの検索機能などの改善、水彩レイヤーにドライブラシが利用可能に、ブラシサイズセレクター、レイヤースポットライト機能（選択したレイヤー以外を非表示にする機能）など。

#### Corel Painter 2023
2022年7月発売。

## 低価格版
Painterはプロフェッショナル向けソフトであり高機能かつ高価なため、より初心者向けに機能を抜粋し安価に提供した様々なシリーズが発売されてきた。このような製品のことを「廉価版」という。
- 現行製品
  - Painter Essentials（ペインター エッセンシャルズ）
- 販売終了
  - Painter Classic（ペインター クラシック）＝2までバージョンが出ていた。
  - Art School Dabbler (アート スクール ダーブラー) （後にArt Dabblerに改名）
  - Painter Sketch Pad（ペインター スケッチパッド）

### Essentialsシリーズ
Painter Essentials
最新のバージョンは Corel Painter Essentials 7（2019年発売）
Painter 2020をベースに作成され、低価格ながら「変形ツール」「重力ブラシ」「粒子ブラシ」「ミラーツール、万華鏡ツール」など本家Painterでも比較的最近搭載された先進技術を搭載。レイヤーモードも変更でき、より本格的なイラスト作成が可能になっている。
詳細はPainter Essentialsの項を参照

### Classicシリーズ
Classic
販売会社の変更による名称違いが複数存在する。最初のバージョンはPainter 5をベースにして機能限定したもの。これはMetaCreations時代の「Painter Classic」と、コーレル買収後に改名された「Corel Painter Classic」がある（内容はまったく同じ）。レイヤー（Painter 5当時はフローターという名称）機能やブラシのカスタマイズ機能が削減されていたが、非常に軽く動く上、フルバージョン版のブラシライブラリを読み込めるのでフルバージョン版とセットで所有するユーザーもいた。ブラシのカスタマイズも可能であったためClassic単体の参考書も多数販売されていた。
procreate Painter Classic
コーレル買収後Painter 7の廉価版として発売された、事実上のClassicバージョン2だが、両者は別物と見てよい。Windows XPとNTFSに正式対応し、レイヤー機能が搭載されたが、いくつかのブラシは変更され、Classicの特徴である軽さも損なわれている。後に「Corel Painter Classic」と改名され、最初のバージョンのコーレル買収後のものと同名になっているものも出回っている。

### ArtDabbler
メタクリエイション時代に作成された廉価版で、Painter Classicなどに比べ、よりインターフェイスも初心者向けに作り直されている。レイヤー（フローター）機能はない代わりにページという概念がある。筆は油彩、インク、クレヨン、ペン、マーカー、チョーク、ブラシ、鉛筆など。簡易アニメーションも作成可能だった。

### Sketch Padシリーズ
Painter 11を元に作られた廉価版で、ArtDabblerの復刻版のような位置づけであった。スケッチやスピードペイントに特化したつくりで、インターフェイスはそれまでのPainterシリーズのどれとも似つかない形になっている。新シンプル水彩や鉛筆などは搭載されているものの、Essentialsに比べ筆の種類は激減している。その代わり、レイヤーの合成モードを11種類から選択できるようになっていたり、Painter 11に搭載されたドライメディアツールが搭載されていたり、PNG形式の入出力に対応していたりと、Essentialsシリーズよりも優れた点も数多くあり、外国ではEssentialsより高い価格設定がなされている。Intuos 5 Special Editionの初期モデルにバンドルされていたが、現在は入手できない。（単体販売は終了し、ペンタブレットも付属ソフトウェアが変更になっているため）

## Android版
2014年にAndroid版が発表、公開された。
AndroidタブレットなどでもPainterのブラシを使うことができるようになっている。快適度はタブレットの性能などに大きく左右される。
無料版と有料版があり、無料版ではJPEGに保存が可能。有料版ではRIF形式に保存することが可能であり、大まかに描画したうえでPCのPainterで再編集することで連携も可能である。

## Corel Paint it! Now
写真を絵画風に加工するiOS用のアプリとして、2010年12月28日にリリース。
その後、2011年4月8日に2.0が公開。Twitter共有機能などが追加された。

## ソフト間の連携
Painterの標準形式であるRIF形式に対応しているソフトは、
- Corel Paint Shop Pro
- Corel PHOTO-PAINT
- CorelDRAW

などがある。普段別ソフトと連携する際はPSD形式などで行う事が多い。また、バージョン9以降はPSD形式においてレイヤーグループ、マスクレイヤーを維持しつつのデータやり取りが可能になっている。

## 関連書籍
（五十音順）
- いしかわこうじ『Happy Painter Life』2000年
- 大賀葉子『Painterペインティング!』 2005年
- 大賀葉子『Painterキャラクターデザインブック』 2002年
- ジェレミーサットン『ペインター クリエイティブ・テクニック』1997年
- 寺田克也『ペインタボン』
- Artist HAL_『Painterらくらく絵画教室』 2003年
- 吉井宏『ハンズオンPainter!』1998年
- 吉井宏『タブレット&Painter Classicで絵を描こう』
- 渡辺優『Painter3! 完全ガイド』1995年
- 高橋和希『ジャンプ流!DVD付分冊マンガ講座(8) 2016年 5/2号』

## 参照
1. ↑  トレーニング リソース - Corel Painter公式サイト
2. ↑  株式会社インプレス (2022年7月27日). “「Corel Painter 2023」発売。流体ペイント実装で柔らかい重ね塗りなどが可能”. PC Watch. 2023年6月12日閲覧。
3. ↑  “Corel Paint it! Now”. App Store. 2021年1月22日閲覧。